# VfB Auerbach 1906
VfB Auerbach 1906 is een Duitse voetbalclub uit Auerbach, Saksen.

## Geschiedenis
De club werd op 17 mei 1906 opgericht als Auerbacher Fußballclub. De club sloot zich aan bij de Midden-Duitse voetbalbond en speelde vanaf 1912 in de Göltzschtalse competitie. De club eindigde samen met twee andere clubs eerste en er kwamen testwedstrijden voor de titel, waarin ze verloren van Falkensteiner FC. In 1914 werd de club tweede achter Falkensteiner BC. Tijdens de Eerste Wereldoorlog werd de competitie gestaakt.
Op 18 april 1919 werd de naam gewijzigd in VfB Auerbach 1906. Na de oorlog werd de competitie ondergebracht in de Kreisliga Westsachsen en fungeerde daar nog als tweede klasse. In 1922 werd de club kampioen en promoveerde naar de Kreisliga, waar de club laatste werd in zijn groep. Na dit seizoen werd de Kreisliga ontbonden en werden de vooroorlogse competities in ere hersteld en de club ging in de Gauliga Göltzschtal spelen. De club eindigde meestal in de middenmoot. De beste notering was een tweede plaats in 1927 achter SpVgg Falkenstein. Vanaf 1930 werd de competitie ondergebracht in de Gauliga Vogtland. In 1931 degradeerde de club, maar kon wel na één seizoen terugkeren.
Na 1933 werd de competitie grondig geherstructureerd. De Midden-Duitse bond werd ontbonden en de vele competities vervangen door de Gauliga Sachsen en Gauliga Mitte. uit de Gauliga Vogtland kwalificeerden zich drie teams. Het is niet bekend of de club zich wel plaatste voor de nieuwe Bezirksklasse, die als tweede klasse werd ingevoerd, of dat de club in de Kreisklasse moest spelen, gezien de elfde plaats is het aannemelijk dat de club naar de Kreisklasse ging.
Na de Tweede Wereldoorlog werd de club ontbonden en heropgericht als SG Auerbach. In 1951 werd de naam BSG Einheit Auerbach.
Na de Duitse hereniging werd de historische naam opnieuw aangenomen. In 2003 promoveerde de club naar de Oberliga NOFV-Süd, toen nog de vierde klasse en sinds 2008 de vijfde klasse. In 2012 werd de club tweede en promoveerde naar de Regionalliga doordat deze uitbreidde.

## Eindklasseringen vanaf 1991
| Seizoen | Competitie             | Niveau | Eindstand | DFB-Pokal | Opmerking                                                      |
| ------- | ---------------------- | ------ | --------- | --------- | -------------------------------------------------------------- |
| 1990/91 | Bezirksklasse Chemnitz | V      | 1         | --        |                                                                |
| 1991/92 | Bezirksliga Chemnitz   | V      | 5         | --        | integratie in één Duitse competitie                            |
| 1992/93 | Bezirksliga Chemnitz   | V      | 5         | --        |                                                                |
| 1993/94 | Bezirksliga Chemnitz   | V      | 1         | --        |                                                                |
| 1994/95 | Sachsenliga            | V      | 8         | --        | invoering Regionalliga                                         |
| 1995/96 | Sachsenliga            | V      | 2         | --        |                                                                |
| 1996/97 | Sachsenliga            | V      | 5         | --        |                                                                |
| 1997/98 | Sachsenliga            | V      | 13        | --        |                                                                |
| 1998/99 | Sachsenliga            | V      | 11        | --        |                                                                |
| 1999/00 | Sachsenliga            | V      | 4         | --        |                                                                |
| 2000/01 | Sachsenliga            | V      | 2         | --        | Liga-topscorer: Andreas Hoppe (17)                             |
| 2001/02 | Sachsenliga            | V      | 2         | --        | Liga-topscorer: Danilo Kunze (22)                              |
| 2002/03 | Sachsenliga            | V      | 1         | --        |                                                                |
| 2003/04 | Oberliga Nordost-Süd   | IV     | 13        | --        |                                                                |
| 2004/05 | Oberliga Nordost-Süd   | IV     | 7         | --        |                                                                |
| 2005/06 | Oberliga Nordost-Süd   | IV     | 11        | --        |                                                                |
| 2006/07 | Oberliga Nordost-Süd   | IV     | 13        | --        |                                                                |
| 2007/08 | Oberliga Nordost-Süd   | IV     | 6         | --        |                                                                |
| 2008/09 | Oberliga Nordost-Süd   | V      | 2         | --        | Liga-topscorer ex aequo: Marcel Schuch (17); invoering 3. Liga |
| 2009/10 | Oberliga Nordost-Süd   | V      | 4         | --        |                                                                |
| 2010/11 | Oberliga Nordost-Süd   | V      | 2         | --        |                                                                |
| 2011/12 | Oberliga Nordost-Süd   | V      | 2         | --        |                                                                |
| 2012/13 | Regionalliga Nordost   | IV     | 14        | --        |                                                                |
| 2013/14 | Regionalliga Nordost   | IV     | 7         | --        |                                                                |
| 2014/15 | Regionalliga Nordost   | IV     | 12        | --        |                                                                |
| 2015/16 | Regionalliga Nordost   | IV     | 9         | --        |                                                                |
| 2016/17 | Regionalliga Nordost   | IV     | 12        | --        |                                                                |
| 2017/18 | Regionalliga Nordost   | IV     | 11        | --        |                                                                |
| 2018/19 | Regionalliga Nordost   | IV     | 9         | --        |                                                                |
| 2019/20 | Regionalliga Nordost   | IV     | 9         | --        | competitie afgebroken i.v.m. coronapandemie                    |
| 2020/21 | Regionalliga Nordost   | IV     | 15        | --        | competitie afgebroken i.v.m. coronapandemie                    |
| 2021/22 | Regionalliga Nordost   | IV     | 19        | --        |                                                                |
| 2022/23 | Oberliga Nordost-Süd   | V      | 6         | --        |                                                                |
| 2023/24 | Oberliga Nordost-Süd   | V      | 5         | --        |                                                                |
| 2024/25 | Oberliga Nordost-Süd   | V      | 5         | --        |                                                                |
| 2025/26 | Oberliga Nordost-Süd   | V      | .         | --        |                                                                |